# Cayratia fugongensis
Cayratia fugongensis är en vinväxtart som beskrevs av Chao Luang Li. Cayratia fugongensis ingår i släktet Cayratia och familjen vinväxter. Inga underarter finns listade i Catalogue of Life.